# Aji (Ryūkyū)
 (septembre 2016).
Pour les articles homonymes, voir AJI.

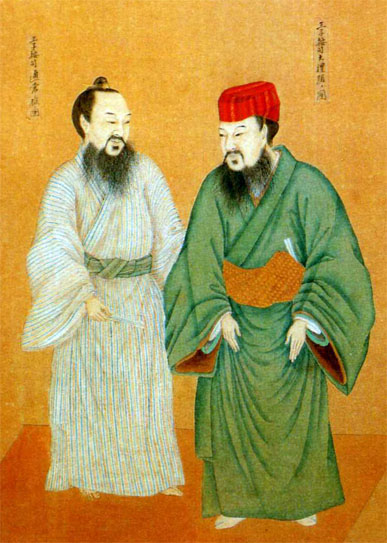
Aji.

Un aji, anji, ou azu (按司) est un dirigeant d'un petit royaume dans l'histoire des îles Ryūkyū. Le mot devient plus tard un titre et rang de noblesse dans le royaume de Ryūkyū. Il serait en relation avec l'aruji (« maître) » japonais, et sa prononciation varie selon les îles. ll se classe sous celui de prince dans la noblesse. Les fils des princes et les fils aînés des aji deviennent aji à leur tour. Un aji établit une famille noble équivalente à un miyake du Japon.
Les aji apparaissent vers le XIIe siècle, lorsque les chefs locaux commencent à bâtir des gusuku (châteaux dans le style des Ryūkyū). Shō Hashi est un aji qui unifie plus tard les îles en tant que roi. Le titre aji désigne diversement les fils du roi et des dirigeants locaux. Au cours de la seconde dynastie Shō, lorsque les aji s'installent près du château de Shuri, le mot en vient à désigner un aristocrate dans la ville fortifiée.
Le modèle pour aborder un homme aji commence avec l'endroit où il règne et se termine avec le mot aji ; par exemple, « Nago Aji ». Pour les femmes, le suffixe ganashi ou kanashi (加那志) suit : « Nago Aji-ganashi ».

## Liste desaji(1873)

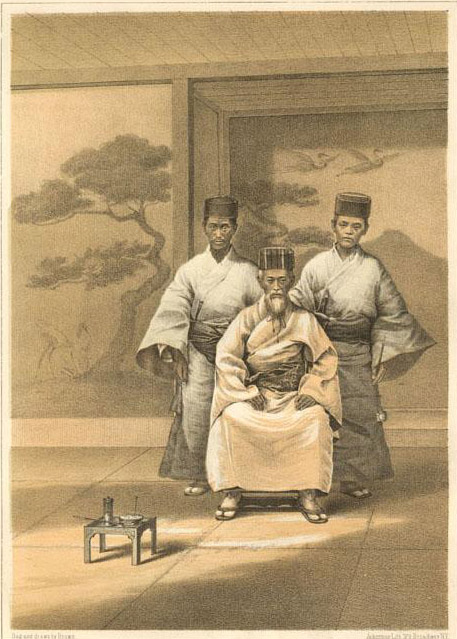
Shō Kōkun, aussi connu sous le nom Nakazato Aji Chōki (plus tard Yonashiro Ōji Chōki), 9e chef du Yonashiro Udun.

- Oroku Aji (Oroku Udun)
- Yuntanza Aji (Yuntanza Udun)
- Yoshimura Aji (Yoshimura Udun)
- Yonashiro Aji (Yonashiro Udun)
- Tomigusuku Aji (Tomigusuku Udun)
- Osato Aji (Osato Udun)
- Urasoe Aji (Urasoe Udun)
- Tamagawa Aji (Tamagawa Udun)
- Kunigami Aji (Kunigami Udun)
- Omura Aji (Omura Udun)
- Motobu Aji (Motobu Udun)
- Misato Aji (Misato Udun)
- Haneji Aji (Haneji Udun)
- Nago Aji (Nago Udun)
- Kin Aji (Kin Udun)
- Mabuni Aji (Mabuni Udun)
- Nakazato Aji (Nakazato Udun)
- Goeku Aji (Goeku Udun)
- Ogimi Aji (Ogimi Udun)
- Gushikami Aji (Gushikami Udun)
- Mabuni Aji (Mabuni Udun)
- Tamashiro Aji (Tamashiro Udun)
- Gushikawa Aji (Gushikawa Udun)
- Takamine Aji (Takamine Udun)
- Kushi Aji (Kushi Udun)
- Katsuren Aji (Katsuren Udun)

## Source de la traduction
- (en) Cet article est partiellement ou en totalité issu de l’article de Wikipédia en anglais intitulé « Aji (Ryūkyū) » (voir la liste des auteurs).